# Ignacio Julián
Ignacio Julián (Río Cuarto, Provincia de Córdoba, 8 de septiembre de 1994) es un piloto argentino de automovilismo de velocidad. Inició su carrera muy joven, compitiendo en 2008 en Karting y pasando dos años después a competir en monoplazas. Su debut en la Fórmula Renault Argentina se dio a los 16 años en 2010, desarrollando cuatro competencias. Al año siguiente, dividió su agenda en tres, participando en las Fórmulas Renault Argentina, 4 de APAP y Renault Plus Interprovincial, de las cuales fue en la última donde desarrolló su primera temporada completa, alcanzando su primer subcampeonato nacional, resignando el título en manos de Franco Girolami. En 2012, fue convocado por la Escudería Río de la Plata para debutar en el TC 2000 a bordo de un Renault Fluence. Con esta unidad, conseguiría sus primeros triunfos a nivel nacional, sobre automóviles de turismo y quedaría a las puertas de obtener el campeonato, claudicando nuevamente ante Franco Girolami y acumulando 180 unidades. Asimismo, tuvo esporádicas apariciones en la Fórmula Renault Plus y en el MINI Challenge.
En 2013, fue ascendido al Súper TC 2000 como premio por su subcampeonato, siendo convocado por el veterano corredor Rubén Salerno para competir con uno de los Volkswagen Vento de su Escudería FE, que fuera fundada por el carismático piloto en homenaje a su hijo Eugenio. Asimismo, Ignacio Julián es hijo del expiloto Marcelo Julián, reconocido por sus participaciones en competencias internacionales de resistencia y por sus participaciones en TC 2000 y Top Race.

## Resumen de carrera
| Temporada | Categoría                  | Equipo                          | Carreras | Victorias | Poles | VR | Podios | Puntos | Pos. |
| --------- | -------------------------- | ------------------------------- | -------- | --------- | ----- | -- | ------ | ------ | ---- |
| 2010      | Fórmula Renault Argentina  | JLS Motorsport                  | 4        | 0         | 0     | 0  | 0      | 4      | 30.º |
| 2011      | Fórmula Renault Argentina  | Castro Racing                   | 3        | 0         | 0     | 0  | 0      | 4      | 32.º |
| 2011      | Fórmula 4 APAP             | s/d                             | 4        | 0         | 0     | 0  | 1      | 35,5   | 20.º |
| 2011      | Fórmula Renault Plus       | Castro Racing                   | 11       | 2         | 1     | 2  | 5      | 151    | 2.º  |
| 2012      | MINI Challenge Argentina   | s/d                             | 1        | 0         | 1     | 0  | 0      | -      | NC   |
| 2012      | TC 2000                    | Escudería Río de la Plata       | 10       | 1         | 1     | 2  | 6      | 181    | 2.º  |
| 2012      | Fórmula Renault Plus       | JLS Motorsport                  | 1        | 0         | 0     | 0  | 0      | 5      | 37.º |
| 2013      | Súper TC 2000              | Escudería FE                    | 12       | 0         | 0     | 0  | 0      | 2      | 25.º |
| 2014      | Turismo Nacional - Clase 2 | DG Motorsport                   | 2        | 0         | 0     | 0  | 0      | -      | NC   |
| 2014      | Súper TC 2000              | Equipo Petronas                 | 12       | 0         | 0     | 0  | 0      | 31     | 20.º |
| 2015      | TC Pista                   | Jet Racing                      | 5        | 0         | 0     | 0  | 0      | 73     | 37.º |
| 2015      | Súper TC 2000              | Renault Sport                   | 7        | 0         | 0     | 0  | 0      | 18     | 23.º |
| 2016      | Súper TC 2000              | Renault Sport                   | 14       | 0         | 0     | 0  | 0      | 31     | 20.º |
| 2017      | TC 2000                    | Ambrogio Racing                 | 2        | 0         | 0     | 0  | 0      | -      | -    |
| 2017      | Súper TC 2000              | Renault Sport                   | 14       | 0         | 0     | 0  | 0      | 56     | 16.º |
| 2018      | TC Mouras                  | Satriano Sport                  | 6        | 0         | 0     | 0  | 0      | 142    | 26.º |
| 2018      | TC 2000                    | Fineschi Racing Ambrogio Racing | 2        | 0         | 0     | 0  | 0      | -      | -    |
| 2019      | TC 2000                    | Toyota Young                    | 23       | 1         | 0     | 1  | 6      | 219    | 6.º  |
| Fuente:   |                            |                                 |          |           |       |    |        |        |      |

## Palmarés
| Título     | Categoría            | Automóvil       | Año  |
| ---------- | -------------------- | --------------- | ---- |
| Subcampeón | Fórmula Renault Plus | Crespi-Renault  | 2007 |
| Subcampeón | TC 2000              | Renault Fluence | 2012 |

## Resultados

### TC 2000
| Año  | Equipo                    | Auto              | 1    | 2    | 3    | 4    | 5    | 6    | 7     | 8     | 9     | 10    | 11    | 12   | 13   | 14     | 15     | 16    | 17    | 18    | 19  | 20     | 21    | 22     | 23     | Res. | Puntos |
| ---- | ------------------------- | ----------------- | ---- | ---- | ---- | ---- | ---- | ---- | ----- | ----- | ----- | ----- | ----- | ---- | ---- | ------ | ------ | ----- | ----- | ----- | --- | ------ | ----- | ------ | ------ | ---- | ------ |
| 2012 |                           |                   | ROS  | SJU  | GR   | OBE  | RAF  | SMM  | RC    | SFE   | SAL   | PDF   |       |      |      |        |        |       |       |       |     |        |       |        |        | 2.º  | 181    |
| 2012 | Escudería Río de la Plata | Renault Fluence   | 5    | 3    | 1    | 2    | 2    | 5    | 2     | 2     | 5     | 9     |       |      |      |        |        |       |       |       |     |        |       |        |        | 2.º  | 181    |
| 2017 |                           |                   | AG I | AG I | BA I | BA I | CDU  | CDU  | PAR I | PAR I | RC    | RC    | BA II | SL   | SL   | PAR II | PAR II | AG II | SMM   | CON   | CON | BA III |       |        |        | -    | -      |
| 2017 | Ambrogio Racing           | Renault Fluence   |      |      |      |      |      |      |       |       |       |       | 5     |      |      |        |        | Ret   |       |       |     |        |       |        |        | -    | -      |
| 2018 |                           |                   | AG I | AG I | CDU  | CDU  | CON  | CON  | RC    | RC    | BA    | LP    | LP    | SL I | SL I | AG II  | SMM    | SMM   | SL II | SL II | ROS | ROS    | PAR   | PAR    |        | -    | -      |
| 2018 | Fineschi Racing           | Peugeot 408 I     |      |      |      |      |      |      |       |       | 10    |       |       |      |      |        |        |       |       |       |     |        |       |        |        | -    | -      |
| 2018 | Ambrogio Racing           | Renault Fluence   |      |      |      |      |      |      |       |       |       |       |       |      |      | 9      |        |       |       |       |     |        |       |        |        | -    | -      |
| 2019 |                           |                   | AG   | AG   | OLA  | OLA  | RC I | RC I | CDU   | CDU   | PAR I | PAR I | SNI   | SNI  | ROS  | ROS    | BA I   | RC II | RC II | OBE   | OBE | BA II  | BA II | PAR II | PAR II | 6.º  | 219    |
| 2019 | Toyota Young              | Toyota Corolla XI | 3    | 6    | Ret  | 3    | 14   | Ex.  | 3     | 6     | 6     | 5     | 4     | 3    | 13   | Ret    | 5      | 4     | 4     | Ret   | 1   | 2      | 11    | 14     | 7      | 6.º  | 219    |

### Súper TC 2000
| Año  | Equipo          | Auto                | 1    | 2   | 3   | 4    | 5   | 6    | 7   | 8   | 9   | 10  | 11    | 12  | 13    | 14    | Res. | Puntos |
| ---- | --------------- | ------------------- | ---- | --- | --- | ---- | --- | ---- | --- | --- | --- | --- | ----- | --- | ----- | ----- | ---- | ------ |
| 2013 |                 |                     | BA   | ROS | SJU | TOA  | AG  | TRH  | JUN | SFE | GR  | LP  | SMM   | PDF |       |       | 25.º | 2      |
| 2013 | Escudería FE    | Volkswagen Vento II | Ret  | Ret | Ret | 20   | 19  | 23   | 14  | Ret | 22† | 1R  | 18    | Ret |       |       | 25.º | 2      |
| 2014 |                 |                     | RAF  | VIE | AG  | ROS  | TOA | BA   | RES | SFE | SFE | SJU | TRH   | COD | PDF   |       | 20.º | 31     |
| 2014 | Equipo Petronas | Fiat Linea          | Ret  | Ret | 10  | 18   | 17  | 14   | 19  | 10  | 13  | 4   | 18†   | NL  | Ex.   |       | 20.º | 31     |
| 2015 |                 |                     | JUN  | ROS | OBE | TRH  | RAF | SL I | SFE | SFE | TOA | GR  | SMM   | AG  | SL II |       | 23.º | 18     |
| 2015 | Renault Sport   | Renault Fluence     |      |     |     |      |     | 10   | 10  | NL  | 15  | 16  | 8     | Ret | 19    |       | 23.º | 18     |
| 2016 |                 |                     | TRE  | ROS | SMM | AG I | TRH | OBE  | BA  | SFE | SFE | TOA | SJU   | GR  | GR    | AG II | 20.º | 31     |
| 2016 | Renault Sport   | Renault Fluence     | 17   | 17  | Ret | 15   | Ret | 12   | Ret | Ret | 9   | Ret | Ret   | 9   | 17    | 8     | 20.º | 31     |
| 2017 |                 |                     | BA I | PDF | SMM | ROS  | ROS | TRH  | RAF | OBE | SFE | SFE | BA II | SJU | GR    | AG    | 16.º | 56     |
| 2017 | Renault Sport   | Renault Fluence     | 7    | Ret | 14  | Ex.  | Ret | 19   | 16  | 9   | 8   | 7   | Ret   | 19† | 6     | 11    | 16.º | 56     |